# Cron (Unix)
cron és un servei de planificació de tasques basat en temps molt utilitzat en sistemes operatius Unix-like. "cron" és una abreviatura de cronògraf.
Cron és el nom del programa que permet als usuaris de sistemes Unix executar comandes o guions de shell de forma automàtica a una data i temps específics. És utilitzat sovint pels administradors de sistemes com a eina per automatitzar tasques d'administració.
cron ha estat reescrit durant diversos cops durant la seva història.

## Configuració
cron es controla mitjançant un fitxer de configuració anomenat crontab que especifica quines ordres de la línia d'ordres d'Unix s'han d'executar de forma periòdica.
Per exemple, la línia:
```
# Regular cron jobs for the moodle package
*/5 * * * * www-data [ -f /usr/share/moodle/admin/cron.php ] && /usr/bin/php -f /usr/share/moodle/admin/cron.php > /dev/null
```

En un fitxer de configuració de cron, permet executar, cada 5 minuts de cada dia de l'any les tasques de manteniment de l'algorisme LMS Moodle.
Un altre exemple pot ser:
```
25 20 * * *	 root	echo "En 5 minuts aturem el sistema" | wall 
```

Que podria ser el missatge d'avís d'un servidor que tanca cada dia a les 20:30.